# 윤소호
윤소호(1991년 11월 20일 ~ )은 대한민국의 뮤지컬 배우이다.

## 학력
- 도원고등학교
- 서울예술대학교 연기과 졸업

## 수상 경력
- 2016년 제10회 대구국제뮤지컬페스티벌 남자신인상

## 필모그래피

### 뮤지컬
- 2025년 《오늘 밤, 세계에서 이 사랑이 사라진다 해도》- 가미야 도루 役
- 2025년 《도리안 그레이》 - 도리안 그레이 役
- 2024년 《마타하리》 - 아르망 役
- 2024년 《4월은 너의 거짓말》 - 아리마 코세이 役
- 2024년 《마리 앙투아네트》 - 악셀 폰 페르젠 백작 役
- 2023년 《아가사》 - 로이 役
- 2023년 《은하철도의 밤 - 서울》 - 캄파넬라 役
- 2023년 《베르사유의 장미》 - 베르날 役
- 2023년 《곤 투모로우》 - 한정훈 役
- 2022년 《이프덴》 - 조쉬 役